# 奈良県小学校の廃校一覧
奈良県小学校の廃校一覧（ならけんしょうがっこうのはいこういちらん）は、奈良県内の廃校となった小学校の一覧。対象となるのは、学制改革（1947年）以降に廃校となった小学校と分校である。学校名は廃校当時のもの。廃校時に小学校が所在していた自治体がその後、合併により消滅している場合は、現行の自治体に含める。なお現在休校中の県内の小学校（分校）も、廃校同然の扱いとなっているものが多いため、便宜上本項に記載する。
（）内は廃校になった年（もしくは休校の措置が取られた年）、統合先の小学校など。明確な月日が記載されていないものは、3月31日付の廃校とする。

## 奈良市
- 奈良市立大柳生小学校大平尾分校（1993年）[1]
- 奈良市立田原小学校杣ノ川分校（1994年）
- 奈良市立水間小学校（2004年奈良市立田原小学校へ統合）
- 奈良市立相和小学校（2011年大柳生小と統合し奈良市立興東小学校へ）[2]
- 奈良市立大柳生小学校（2011年相和小と統合し興東小へ）[2]
- 奈良市立帯解小学校〈旧〉（2015年精華小と統合し奈良市立帯解小学校〈新〉へ）[3]
- 奈良市立精華小学校（2015年帯解小〈旧〉と統合し帯解小〈新〉へ）[3]
- 奈良市立都祁小学校〈旧〉（2017年統合により奈良市立都祁小学校〈新〉へ）[4]
- 奈良市立並松小学校（同上）[4]
- 奈良市立吐山小学校（同上）[4]
- 奈良市立六郷小学校（同上）[4]

## 大和郡山市
- 大和郡山市立郡山小学校（1971年大和郡山市立郡山南小学校と大和郡山市立郡山北小学校へ分割）[5]

## 天理市
- 天理市立原興小学校（1966年統合により天理市立山の辺小学校へ）[6]
- 天理市立豊井小学校（同上）[6]
- 天理市立三島小学校（同上）[6]
- 天理市立祝徳小学校（同上）[6]
- 天理市立福住小学校〈旧〉（1982年山田小と統合し天理市立福住小学校〈新〉へ）[7]
- 天理市立山田小学校（1982年福住小〈旧〉と統合し福住小〈新〉へ）[7]

## 橿原市
- 橿原市立白橿南小学校（2024年白橿北小と統合し橿原市立白橿小学校へ）[8]
- 橿原市立白橿北小学校（2024年白橿南小と統合し白橿小へ）[8]
- 耳成村立耳成小学校〈旧〉（1950年統合により橿原市立耳成小学校〈当時：耳成村立〉へ）[9]
- 耳成村立耳成西小学校〈旧〉（同上）[9][注釈 1]
- 耳成村立耳成北小学校（同上）[9]

## 桜井市
- 桜井市立多武峰小学校〈初代〉（1957年倉橋小と統合し多武峰小〈2代目〉へ）[10]
- 桜井市立倉橋小学校（1957年多武峰小〈初代〉と統合し多武峰小〈2代目〉へ）[10]
- 桜井市立粟原小学校（1963年桜井市立城島小学校へ統合）[11]
- 桜井市立萱森小学校（1964年桜井市立初瀬小学校へ統合）[12]
- 桜井市立吉隠小学校（1966年初瀬小へ統合）[12]
- 桜井市立桜井南小学校〈旧〉（1988年多武峰小〈2代目〉と統合し桜井市立桜井南小学校〈新〉へ）[10]
- 桜井市立多武峰小学校〈2代目〉（1988年桜井南小〈旧〉と統合し桜井南小〈新〉へ）[10]
- 桜井市立上之郷小学校（2006年初瀬小へ統合）[12]

## 五條市
- 五條市立大阿太小学校（1958年6月1日南阿太小と統合し阿太小へ）[13]
- 五條市立南阿太小学校（1958年6月1日大阿太小と統合し阿太小へ）[13]
- 五條市立野原小学校〈初代〉（1969年南宇智小と統合し野原小〈2代目〉へ）[14]
- 五篠市立南宇智小学校（1969年野原小〈初代〉と統合し野原小〈2代目〉へ）[14]
- 五條市立大深小学校（2003年休校し阪合部小へ統合[15]、2018年廃校[16]）
- 五條市立大塔小学校（2018年西吉野小へ統合）[16]
- 五條市立阿太小学校（2020年宇智小と統合し五條市立五條東小学校へ）[17]
- 五條市立宇智小学校（2020年阿太小と統合五條東小へ）[17]
- 五條市立野原小学校〈2代目〉（2021年阪合部小、西吉野小と統合し五條市立五條南小学校へ）[18]
- 五條市立阪合部小学校（同上）[18]
- 五條市立西吉野小学校（同上）[18]
- 五條市立北宇智小学校（2023年五條東小へ統合）[17]
- 西吉野村立白銀北第一小学校（1960年白銀北第二小と統合し白銀北小へ）
- 西吉野村立白銀北第二小学校（1960年白銀北第一小と統合し白銀北小へ）
- 西吉野村立平雄小学校（1976年）
- 西吉野村立西日裏小学校（1981年休校、1983年廃校）
- 西吉野村立茄子原小学校（1982年休校、1983年廃校）
- 西吉野村立永谷小学校（同上）
- 西吉野村立大峯小学校（1983年休校、1988年廃校）
- 西吉野村立城戸小学校（同上）
- 西吉野村立白銀南小学校（1988年）
- 西吉野村立西吉野小学校〈旧〉（2004年統合により西吉野小へ）[19]
- 西吉野村立賀名生小学校（同上）[19]
- 西吉野村立白銀北小学校（同上）[19]
- 阪合部村立阪合部第一小学校（1957年阪合部第二小と統合し阪合部小へ）[15]
- 阪合部村立阪合部第二小学校（1957年阪合部第一小と統合し阪合部小へ）[15]
- 大塔村立中原小学校（1969年阪本小へ統合）[20]
- 大塔村立永盛小学校（1975年辻堂小へ統合）[20]
- 大塔村立天辻小学校（1977年阪本小へ統合）[20]
- 大塔村立惣谷小学校（1985年辻堂小へ統合）[20]
- 大塔村立篠原小学校（同上）[20]
- 大塔村立辻堂小学校（1987年阪本小と統合し大塔小へ）[20]
- 大塔村立阪本小学校（1987年辻堂小と統合し大塔小へ）[20]

## 御所市
- 御所市立戸毛小学校（1982年9月1日朝町小と統合し御所市立葛小学校へ）[21]
- 御所市立朝町小学校（1982年9月1日戸毛小と統合し葛小へ）[21]
- 御所市立葛城南小学校(2005年御所市立葛城小学校へ統合）[22]

## 生駒市
- 生駒市立生駒北小学校傍示分校（1972年）[23]
- 生駒町立高山小学校（1962年鹿畑小と統合し生駒市立生駒北小学校〈当時：生駒町立〉へ）[23]
- 生駒町立鹿畑小学校（1962年高山小と統合し生駒北小へ）[23]
- 生駒町立上小学校（1963年生駒北小へ統合）[23]
- 生駒町立田原小学校（1965年生駒市立生駒台小学校〈当時：生駒町立〉へ統合され田原校舎となり、1969年8月23日廃止）[24]

## 宇陀市
- 宇陀市立宇太小学校（2006年統合により宇陀市立菟田野小学校へ）[25]
- 宇陀市立宇賀志小学校（同上）[25]
- 宇陀市立下芳野小学校（同上）[25]
- 宇陀市立東榛原小学校（2006年内牧小と統合し宇陀市立榛原東小学校へ）[26]
- 宇陀市立内牧小学校（2006年東榛原小と統合し榛原東小へ）[26]
- 宇陀市立大王小学校（2006年伊那佐小と統合し宇陀市立榛原西小学校へ）[27]
- 宇陀市立伊那佐小学校（2006年大王小と統合し榛原西小へ）[27]
- 宇陀市立大宇陀小学校〈旧〉（2010年統合により宇陀市立大宇陀小学校〈新〉へ）[28]
- 宇陀市立守道小学校（同上）[28]
- 宇陀市立田原小学校（同上）[28]
- 宇陀市野依小学校（2013年大宇陀小へ統合）[28]
- 宇陀市立室生西小学校（2016年室生東小と統合し宇陀市立室生小学校へ）[29]
- 宇陀市立室生東小学校（2016年室生西小と統合し室生小へ）[29]
- 大宇陀町立大宇陀小学校弥栄分校（1958年）[30]
- 大宇陀町立宮奥小学校（1963年大宇陀小へ統合）[30]
- 大宇陀町立田原小学校栗野分校（1963年）[30]
- 大宇陀町立本郷小学校（1986年大宇陀小へ統合）[30]
- 榛原町立笠間小学校（1976年大王小へ統合）[31]
- 榛原町立高城小学校（1983年桧牧小と統合し内牧小へ）[31]
- 榛原町立桧牧小学校（1983年高城小と統合し内牧小へ）[31]
- 室生村立向渕小学校（1965年大野小へ統合）[32]
- 室生村立室生小学校（1967年田口小へ統合）[32]
- 室生村立大野小学校（2002年田口小と統合し室生西小へ）[29]
- 室生村立田口小学校（2002年大野小と統合し室生西小へ）[29]
- 室生村立笠間小学校（2002年統合により室生東小へ）[29]
- 室生村立三本松小学校（同上）[29]
- 室生村立多田小学校（同上）[29]
- 室生村立西谷小学校（同上）[29]

## 山辺郡
- 山添村立広瀬小学校（1971年春日小へ統合）[33]
- 山添村立春日小学校（2002年統合により山添村立やまぞえ小学校へ）[34]
- 山添村立西豊小学校（同上）[34]
- 山添村立東豊小学校（同上）[34]
- 山添村立豊央小学校（2006年やまぞえ小へ統合）[34]
- 山添村立北野小学校（2008年やまぞえ小へ統合）[34]

## 生駒郡
- 平群町立平群東小学校（2014年平群西小と統合し平群町立平群小学校へ）[35]
- 平群町立平群西小学校（2014年平群東小と統合し平群小へ）[35]
- 三郷町立三郷小学校南畑分校（1973年）[36]

## 磯城郡
- 川西町立結崎小学校（2009年唐院小と統合し川西町立川西小学校へ）[37]
- 川西町立唐院小学校（2009年結崎小と統合し川西小へ）[37]
- 田原本町立田原本小学校〈旧〉（1958年7月都小と統合し田原本町立田原本小学校〈新〉へ）[38]
- 田原本町立都小学校（1958年7月田原本小〈旧〉と統合し田原本小〈新〉へ）[38]
- 田原本町立法貴寺小学校（1959年8月1日唐古小と統合し田原本町立北小学校へ）[39]
- 田原本町立唐古小学校（1959年8月1日法貴寺小と統合し北小へ）[39]
- 田原本町立千代小学校（1961年多小と統合し田原本町立南小学校へ）[40]
- 田原本町立多小学校（1961年千代小と統合し南小へ）[40]
- 田原本町立為川小学校（1962年田原本町立東小学校開校に伴い廃校）[41]

## 宇陀郡
- 曽爾村立上曽爾小学校（2002年下曽爾小と統合し曽爾小へ）
- 曽爾村立下曽爾小学校（2002年上曽爾小と統合し曽爾小へ）
- 曽爾村立曽爾小学校（2020年曽爾中と統合し曽爾小中学校へ）[42]
- 御杖村立桃俣小学校（1969年土屋原小と統合し御杖西小へ）[43]
- 御杖村立土屋原小学校（1969年桃俣小と統合し御杖西小へ）[43]
- 御杖村立神末小学校（1998年統合により御杖村立御杖小学校へ）[43]
- 御杖村立菅野小学校（同上）[43]
- 御杖村立御杖西小学校（同上）[43]

## 高市郡
- 高取町立高取小学校（2008年育成小と統合し高取町立たかむち小学校へ）[44]
- 高取町立育成小学校（2008年高取小と統合したかむち小へ）[44]
- 明日香村立阪合小学校（1981年統合により明日香村立明日香小学校へ）[45]
- 明日香村立高市小学校（同上）[45]
- 明日香村立飛鳥小学校（同上）[45]

## 北葛城郡
- 河合村立大輪田小学校（1961年統合により河合町立河合第一小学校〈当時：河合村立〉へ）[46]
- 河合村立川合小学校（同上）[46]
- 河合村立佐味田小学校（同上）[46]
- 河合町立河合第三小学校（2020年河合町立河合第二小学校へ統合）[47]
- 王寺町立王寺小学校（2022年王寺小・王寺北小・王寺中との統合により王寺町立王寺北義務教育学校〉へ）[48]
- 王寺町立王寺北小学校（同上）[48]
- 王寺町立王寺南小学校（2022年王寺南中との統合により王寺町立王寺南義務教育学校〉へ）[48]

## 吉野郡
- 吉野町立津風呂小学校（1959年）[49]
- 吉野町立千股小学校（1961年上市小へ統合）[50]
- 吉野町立中龍門小学校小名分校（1965年）[50]
- 吉野町立上市小学校（1966年統合により吉野小〈初代〉へ）[51]
- 吉野町立水分小学校（同上）[51]
- 吉野町立六田小学校（同上）[51]
- 吉野町立龍門小学校（2003年中龍門小と統合し吉野北小〈初代〉へ）[51]
- 吉野町立中龍門小学校（2003年龍門小と統合し吉野北小〈初代〉へ）[51]
- 吉野町立吉野小学校〈初代〉（2004年吉野山小と統合し吉野小〈2代目〉へ）[52]
- 吉野町立吉野山小学校（2004年吉野小〈初代〉と統合し吉野小〈2代目〉へ）[52]
- 吉野町立吉野北小学校〈初代〉（2007年統合により吉野北小〈2代目〉へ）[53]
- 吉野町立国栖小学校（同上）[53]
- 吉野町立中荘小学校（同上）[53]
- 吉野町立吉野小学校〈2代目〉（2022年吉野北小〈2代目〉と統合し吉野町立小中一貫教育校吉野さくら学園吉野小学校〈3代目〉へ）[54]
- 吉野町立吉野北小学校〈2代目〉（2022年吉野小〈2代目〉と統合し吉野小〈3代目〉へ）[54]
- 大淀町立大淀第二小学校（1968年大淀緑ヶ丘小学校下渕校舎及び大淀桜ヶ丘小学校下渕校舎に名称変更。緑ヶ丘小下渕校舎は1970年統合により大淀町立大淀緑ヶ丘小学校へ、桜ヶ丘小下渕校舎は1972年統合により大淀町立大淀桜ヶ丘小学校へ）[注釈 2]
- 大淀町立大淀第四小学校（1968年大淀緑ヶ丘小学校北郷校舎に名称変更。1970年統合により大淀緑ヶ丘小へ）
- 大淀町立大淀第五小学校（1970年大淀桜ヶ丘小学校今木校舎に名称変更。1972年統合により大淀桜ヶ丘小へ）
- 大淀町立大淀第六小学校（1970年大淀桜ヶ丘小学校薬水校舎に名称変更。1972年統合により大淀桜ヶ丘小へ）
- 大淀町立大淀第一小学校（2006年統合により大淀町立大淀希望ヶ丘小学校へ）[55]
- 大淀町立大淀旭ヶ丘小学校（同上）[55]
- 大淀町立大淀北野小学校（同上）[55]
- 下市町立丹生小学校長谷分校（1967年）
- 下市町立才谷小学校（1970年9月1日下市町立下市小学校へ統合）[56]
- 下市町立丹生小学校（1998年下市小へ統合）[56]
- 下市町立広橋小学校（1999年下市小へ統合）[56]
- 下市町立善城小学校（2000年秋野小と統合し下市南小へ）[57]
- 下市町立秋野小学校（2000年善城小と統合し下市南小へ）[57]
- 下市町立下市南小学校（2010年下市小へ統合）[56]
- 下市町立阿知賀小学校（2011年下市小へ統合）[56]
- 黒滝村立黒滝第一小学校（1964年統合により黒滝東小へ）
- 黒滝村立黒滝第二小学校（同上）
- 黒滝村立黒滝第三小学校（同上）
- 黒滝村立黒滝第四小学校（同上）
- 黒滝村立黒滝第七小学校（1965年統合により黒滝西小へ）
- 黒滝村立黒滝第七小学校粟飯谷分校（同上）
- 黒滝村立黒滝第八小学校（同上）
- 黒滝村立黒滝東小学校（1998年黒滝西小と統合し黒滝村立黒滝小学校へ）[58]
- 黒滝村立黒滝西小学校（1998年黒滝東小と統合し黒滝小へ）[58]
- 天川村立和田小学校（1972年庵住小と統合し天川西小へ）[59]
- 天川村立庵住小学校（1972年和田小と統合し天川西小へ）[59]
- 天川村立塩野小学校（1982年休校、1988年天川西小へ統合）[59]
- 天川村立天川西小学校（2002年天之川小と統合し天川小〈旧〉へ）[59]
- 天川村立天之川小学校（2002年天川西小と統合し天川小〈旧〉へ）[59]
- 天川村立天川小学校〈初代〉（2007年洞川小と統合し天川小〈2代目〉へ）[59]
- 天川村立洞川小学校（2007年天川小〈初代〉と統合し天川小〈2代目〉へ）[59]
- 天川村立天川小学校〈2代目〉（2020年天川中と統合し天川村立天川小中学校へ）[60]
- 野迫川村立中津川小学校（1969年休校[61]、1997年廃校）
- 野迫川村立平小学校（1971年北股小へ統合）[61]
- 野迫川村立今井小学校（1977年野川小へ統合）[61]
- 野迫川村立池津川小学校（1979年休校）[61]
- 野迫川村立立里小学校（1982年休校）[61]
- 野迫川村立弓手原小学校（1984年北今西小へ統合）[61]
- 野迫川村立桧股小学校（同上）[61]
- 野迫川村立北今西小学校（1990年北股小へ統合）[61]
- 野迫川村立北股小学校（2004年野川小と統合し野迫川小へ）[62]
- 野迫川村立野川小学校（2004年北股小と統合し野迫川小へ）[62]
- 野迫川村立野迫川小学校　（2021年野迫川中学校と統合し小中併設から義務教育学校野迫川村立野迫川小中学校へ移行）[63]
- 十津川村立今西小学校[64]（廃校時期不詳）
- 十津川村立重里小学校[64]（廃校時期不詳）
- 十津川村立西中小学校[64]（廃校時期不詳）
- 十津川村立花園小学校[64]（廃校時期不詳）
- 十津川村立高滝小学校[64]（廃校時期不詳）
- 十津川村立川津小学校[64]（1963年二村小へ統合）
- 十津川村立山崎小学校[64]（1964年二村小へ統合）
- 十津川村立折立小学校[64]（1964年）
- 十津川村立桑畑小学校[64]（1964年平谷小へ統合）
- 十津川村立那智合小学校[64]（1964年）
- 十津川村立旭小学校[64]（1965年）
- 十津川村立葛川小学校上葛川分校[64]（1966年）
- 十津川村立葛川小学校神下分校[64]（1967年）
- 十津川村立内原小学校[64]（1969年）
- 十津川村立大野小学校[64]（1969年）
- 十津川村立小原小学校[64]（1969年）
- 十津川村立小山手小学校[64]（1969年西川第一小へ統合）
- 十津川村立上湯川小学校（1969年出谷小と統合し西川第二小上湯川校舎となり、1970年完全統合）[65]
- 十津川村立出谷小学校（1969年上湯川小と統合し西川第二小出谷校舎となり、1970年完全統合）[65]
- 十津川村立小湯小学校[64]（1970年三村小へ統合）
- 十津川村立武蔵小学校（1970年）[66]
- 十津川村立小坪瀬小学校[64]（1970年西川第一小へ統合）
- 十津川村立七色小学校[64]（1970年和歌山県の田辺市立三里小学校〈当時：本宮町立〉へ統合）
- 十津川村立竹筒小学校[64]（1971年和歌山県の熊野川町立九重小学校〈2005年廃校〉へ統合）
- 十津川村立玉置川小学校（[64]1972年）
- 十津川村立迫西川小学校（2000年休校、2017年廃止）[67]
- 十津川村立葛川小学校[64]（2006年）
- 十津川村立五百瀬小学校[64]（2006年上野地小へ統合）
- 十津川村立上野地小学校（2010年統合により十津川村立十津川第一小学校へ）[68]
- 十津川村立二村小学校（同上）[68]
- 十津川村立三村小学校（同上）[68]
- 十津川村立平谷小学校（2017年統合により十津川村立十津川第二小学校へ）[69]
- 十津川村立西川第一小学校（同上）[69]
- 十津川村立西川第二小学校（同上）[69]
- 下北山村立寺垣内小学校（1985年桑原小と統合し下北山小へ）[70]
- 下北山村立桑原小学校（1985年寺垣内小と統合し下北山小へ）[70]
- 下北山村立池原小学校（1986年下北山小へ統合）[70]
- 下北山村立下北山小学校（2022年下北山中との統合により下北山村立下北山小中学校へ）[71]
- 上北山村立白川小学校（1966年上北山小へ統合）[72]
- 上北山村立白川小学校深瀬分校（同上）
- 上北山村立西原小学校（1982年上北山小へ統合）[72]
- 上北山村立東ノ川小中学校（1969年休校、1998年廃校）[73]
- 上北山村立上北山小学校（2020年上北山中と統合し上北山村立上北山やまゆり学園へ）[74]
- 川上村立下多古小学校（1964年）
- 川上村立武木小学校（1964年）
- 川上村立川上第二小学校井戸分校（1964年）
- 川上村立川上第三小学校上谷分校（1964年）
- 川上村立川上第三小学校大迫分校（1964年）
- 川上村立川上第三小学校伯母谷分校（1964年）
- 川上村立川上第三小学校粉尾分校（1965年）
- 川上村立中奥小学校（1966年）
- 川上村立入之波小学校（1972年）
- 川上村立瀬戸小学校（1975年休校、1976年廃校）
- 川上村立川上第一小学校（1983年川上東小と川上西小へ再編）[75]
- 川上村立川上第二小学校（同上）[75]
- 川上村立川上第三小学校（同上）[75]
- 川上村立東川小学校（同上）[75]
- 川上村立高原小学校（同上）[75]
- 川上村立井光小学校（同上）[75]
- 川上村立川上西小学校（2003年川上東小と統合し川上村立川上小学校へ）[76]
- 川上村立川上東小学校（2003年川上西小と統合し川上小へ）[76]
- 東吉野村立小川第三小学校（1963年小川第一小へ統合）[77]
- 東吉野村立伊豆尾小学校（1963年鷲家小へ統合）[77]
- 東吉野村立平野小学校（1964年高見小へ統合）[77]
- 東吉野村立三河小学校（1977年八幡小と統合し四郷小へ）[77]
- 東吉野村立八幡小学校（1977年三河小と統合し四郷小へ）[77]
- 東吉野村立鷲家小学校（1979年小川第一小と高見小へ分割統合）[77]
- 東吉野村立小川第二小学校（1982年小川第一小〈1983年小川小へ改称〉へ統合）[77]
- 東吉野村立四郷小学校（1991年）[77]
- 東吉野村立高見小学校日裏分校（1991年）[77]
- 東吉野村立中津川小学校（1969年休校、1997年廃校）
- 東吉野村立高見小学校（2005年小川小と統合し東吉野村立東吉野小学校へ）[78]
- 東吉野村立小川小学校（2005年高見小と統合し東吉野小へ）[78]